# Percy James Grigg

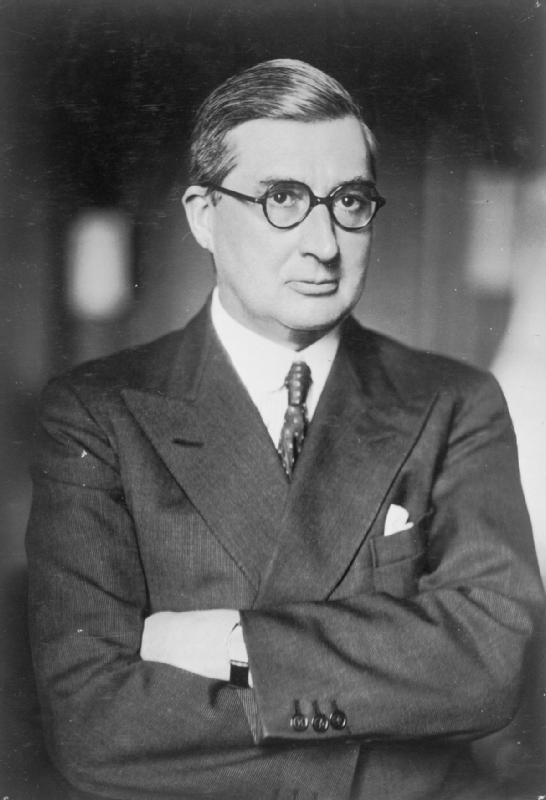
Percy James Grigg im Februar 1942

Sir Percy James Grigg, KCB, KCSI, PC (* 16. Dezember 1890 in Exmouth, Devon (England); † 5. Mai 1964) war britischer Politiker, Kriegsminister (1942–1945) und Direktor der Internationalen Bank für Wiederaufbau und Entwicklung (1946).
Im Kabinett von Winston Churchill amtierte Grigg als britischer Kriegsminister während des Zweiten Weltkrieges vom 22. Februar 1942 bis 26. Juli 1945.

## Werke
- Prejudice and Judgment, 1948.